# Стоян Германов
Стоян Георгиев Германов е български учен, историк.

## Биография
Роден е на 11 ноември 1937 година в петричкото село Чуричени в род, произхождащ от западномакедонския град Охрид. Завършва средното си образование в Петрич. През 1965 година завършва и висшето си образование – в Софийския държавен университет, специалност История, след което се отдава на изследвания, посветени главно на българското националноосвободително движение след Берлинския конгрес, предимно на македонския въпрос. Специализира в Лондон, Москва и Санкт Петербург. Автор е на над 60 статии, както и на няколко самостоятелни издания.
Доц. д-р Стоян Германов се включва в дейността на възстановения през май 1990 година Македонски научен институт. От 1991 година е негов научен секретар.
През 2022 година издава свои спомени, озаглавени „Спомени от близкото минало“.
През 2023 г. излиза от печат сборник "Историк, общественик, родолюбец. Посвещава се на 85-ата годишнина на доцент д-р Стоян Германов", чийто съставител и научен редактор е професор д.и.н. Трендафил Митев.
Личният му архив се съхранява във фонд 1538 в Централен държавен архив. Той е регистриран като личен фонд „Германов, Стоян Георгиев (1937- )“. Хронологичният обхват на документите е от 1893 до 2017 година. Фондът е необработен и достъп на читатели се предоставя след научно-техническата му обработка.

## Съчинения

### Монографии, брошури и спомени
- Спомени от близкото минало. София. 2022, 200 стр.
- Пиринска Македония в руската наука и култура (от средата на XVII в. до 1912 г.). Монография. С., 2021. 220 стр.
- Огражден във времето. Монография. С., 2019. 256 стр.
- 100 години Народно читалище „Братя Миладинови“ – Петрич, 1914 – 2014 г. С., 2014. В съавторство с Вангелия Тренева. брошура, 32 стр. + 8 стр. илюстрации.
- Македонският въпрос 1944 – 1989 г. Възникване, еволюция, съвременност. Монография. Второ издание. С., 2014 г. 340 стр.
- Село Чуричене и Огражден. С., 2013. 132 стр.
- Германов, Стоян. Македонският въпрос 1944 – 1989. Възникване, еволюция, съвременност.   София, Македонски научен институт, 2012. ISBN 978-954-8187-84-8. с. 340.
- Macedonian question. History and actuality. Sofia, 2010, 60 p.
- Руската общественост и революционното движение в Македония и Одринско 1893 – 1908. Монография, С., 1992, 250 стр.
- Създаване и дейност на Вътрешната македонска организация (обединена) 1925 – 1935. Благоевград, 1971, брошура, 50 стр.
- Руско-турската война и освобождението на България. Благоевград, 1971, брошура, 50 стр.
- Българската народност и нация в миналото. Благоевград, 1970, 90 стр.

### Студии, статии и съобщения
- Доброволческото движение и освобождението на Пиринския край. В: Сборник „Свобода и Отечество“, С., 1977, с. 161 – 174.
- История на Окръжната партийна организация Благоевград. С., Партиздат, 1979. Монография, авторски колектив. Гл. VI, § 1 и 2: „Окръжната партийна организация в периода 1944 – 1954“, 312 – 365.
- Българо-руски революционни връзки в края на ХIХ и началото на ХХ в. В: Летопис на дружбата, т. 10, С., 1987, с. 614 – 635.
- Македония и Одринска Тракия в пътните бележки на руски учени и кореспонденти (края на ХIХ – началото на ХХ в.) – Исторически преглед, кн. 4, 1988, с. 67 – 82.
- Революционното движение в Македония и Одринско през погледа на руската общественост. Материали от II световен конгрес по българистика. В: Втори конгрес по българистика. Доклади. България след освобождението (1878 г.), С., 1988, т. 8, с. 351 – 360.
- Руски кореспонденти доброволци в Илинденско-Преображенското въстание 1903 г. – Военноисторически сборник, кн. 3, 1989, с. 39 – 58
- Промени в балканската политика на Русия в края на ХIХ и началото на ХХ в. Материали от научна конференция. В: Българската народност и нация през вековете, С., 1988, ч. I, с. 179 – 200.
- Реформената акция в Македония и отражението ѝ в Русия (1903 – 1908). – Исторически преглед, кн. 4, 1990, с. 34 – 52.
- П.Н. Милюков и България. – Векове, кн. 4, 1990, с. 76 – 89.
- Европейски учени за културното развитие на Македония в края на ХIХ и началото на ХХ в. В: Материали от IV конгрес на историческото дружество, т. 1, С., 1990, с. 172 – 192.
- Източници за информиране на руската общественост за националноосвободителното движение в Македония и Одринско (1893 – 1908). АОНСУ. Научни трудове, серия „История“. С., 1990, с. 61 – 99.
- Руската академична експедиция в Македония. – Македонски преглед, кн. 3, 1991, с. 77 – 84.
- Македонският въпрос в британския парламент (1902 – 1912). – Македонски преглед, кн. 2, 1992, с. 64 – 89.
- Отзвукът на Горноджумайското въстание в Русия. Научна сесия. – Македонски преглед, кн. 4, 1992, с. 128 – 135.
- Руски учени и общественици в Македония. В: Изследвания по македонския въпрос, кн. I, С., 1993, с. 237 – 274.
- 50 години от смъртта на Павел Милюков. – Македонски преглед, кн. 1, 1993, с. 170 – 172.
- Общо събрание на Македонския научен институт. – Македонски преглед, кн. 4, 1993, с. 147 – 149.
- Научни сесии на Македонския научен институт – София през 1993 г. Македонски преглед, кн. 4, 1993, с. 149 – 154.
- Балканската политика на Русия и ВМОРО (1893 – 1912). В: 100 години от Илинденско-Преображенското въстание. С., 1994, с. 101 – 111.
- Емиграцията от Македония 1878 – 1912. Доклад на Международен научен симпозиум „Миграционни движения и етнически промени в Македония от античността до днес“. Скопие, 7 – 8 юни 1994 г.
- Научен симпозиум на историци в Скопие. – Македонски преглед, кн. 3, 1994, с. 145 – 148.
- Отражение на Илинденско-Преображенското въстание в Англия и Русия. В: 90 години от Илинденско-Преображенското въстание. С., 1994, с. 105 – 113.
- Македония до Балканските войни (1878 – 1912). В: Македония. История и политическа съдба, т. I, С., 1994, гл. V, § 1 – 5, с. 231 – 300.
- 70 години Македонски научен институт. – Македонски преглед, кн. 1, 1994, с. 5 – 12.
- Отношенията на ВМОРО с Българската екзархия. В: Националноосвободителното движение на македонските и тракийски българи 1878 – 1944, т. II, § 4. С., 1995, с. 94 – 109.
- Macedonian question during the Balkans and the First world war. Report at the XVI sr. Simpozium at the international Communication of Military history, 20 – 26 август 1995, Quebec, Canada.
- Bulgarian nation in the past and present. Report of the 18-th International Congress of Historical Sciences. Montreal, Canada, 27 август – 3 септември 1995.
- Документи за дейността на Македонския научен институт (1923 – 1990). – Македонски преглед, кн. 2, 1995, с. 109 – 134. Съавторство с Александър Гребенаров.
- 100 години от рождението на Иван Михайлов. -Македонски преглед, кн. 4, 1996, с. 129-132.
- Вътрешната македоно-одринска революционна организация след въстанието. В: Националноосвободителното движение на македонските и тракийски българи 1878-1944, т. III, § 1,2 и 3, С., 1997, с. 26-51.
- Македонизмът между двете световни войни. В: Македония. История и политическа съдба. С., 1996, т. II, с. 257-273.
- Гоце Делчев и нашата съвременност (по случай 125 г. от рождението му). -Македонски преглед, кн. 1, 1997, с. 5-22. Съавт. с Д. Гоцев.
- Научна конференция за Дамян Груев. – Македонски преглед, кн. 2, 1997, с. 137-140.
- Акад. Веселин Хаджиниколов на 80 години. – Македонски преглед, кн. 2, 1997, с. 135-138.
- Английският печат за Илинденско-Преображенското въстание. С., 1998, с. 5-13. Предговор.
- Is there "Macedonian" minority in Bulgarian? Report at the Organization of Security and collaboration in Europe. Warsaw, 26 октомври – 6 ноември 1998.
- 75 години от създаването на Македонския научен институт – София. – Македонски преглед, кн. 1, 1999, с. 149-151.
- Руски идеи за решаване на македонския въпрос в началото на ХХ в. В: България и Pусия през ХХ в. С., 2000, с. 30-36.
- Macedonianism as a political trend. Report at the VI World Congress for Central and East European studies. Tampere, Finland, 27 юли – 3 август 2000, 20 p.
- Опити за македонизация на Пиринския край. – Македонски преглед, кн. 3, 2001, с. 97-126.
- Полски учен – дописен член на Македонския научен институт. – Македонски преглед, кн. 4, 2001, с. 152-154.
- Научен семинар на Македонския научен институт – София. – Македонски преглед, кн. 2, 2002, с. 139-143.
- Начало на преоценка на българската политика по македонския въпрос. – Македонски преглед, кн. 1, 2003, с. 103-136.
- Европейският печат за въстаническите действия в Серския революционен окръг. – Македонски преглед, кн. 3, 2003, с. 29-34.
- Положението във Вардарска и Егейска Македония след войната. В: Националноосвободителното движение на македонските тракийски българи 1878-1944, т. IV, § 1, С., 2003, с. 37-47.
- Великите сили и общественото мнение в Европа за въстанието Доклади от Международна научна конференция, София, 26-27 септември 2003 г. В: 100 години от Илинденско-Преображенското въстание (1903), С., 2005, с. 201-209.
- Международният отзвук от Илинденско-Преображенското въстание (Научна конференция във Велико Търново, 2003 г.) В: Илинденско-Преображенското въстание 1903 г. Подготовка, провеждане, последици. Велико Търново, 2006, с. 46-54.
- Почина проф. Хайнрих Щамлер (1912-2006). – Македонски преглед, кн.1, 2007, с. 150-151.
- Българо-югославски разговори по македонския въпрос. Стенографски протоколи, септември 1976. – Македонски преглед, кн. 2, 2007, с. 107-128.
- Български учени на посещение в Р Македония. По повод представянето на пет български исторически книги в българското посолство на 3 и 4 декември 2007 г. – Македонски преглед, кн. 1, 2008, с. 121-124.
- Международна научна конференция. – Македонски преглед, кн., 2008, с. 155-156.
- Защо не трябва да бъде ликвидиран Македонския научен институт Реч на Ангел Томов в Общото събрание на Институт на 3 юли 1947 г. – Македонски преглед, кн. 4, 2008, с. 63-74.
- Алманах на българските национални движения след 1878 г. С., 2005, с. 127-133, 234-235, 299-302, 310-311, 314-320, 360, 363, 369, 376-379, 484, 507, 577-578, 585-588, 593, 605-609), (общо 43 имена на организации и личности на 48 стр.).
- Европейският печат за четите на ВМОРО. Доклад на научна конференция в Кюстендил на 11-13 октомври 2007 г. В: Известия на историческия музей Кюстендил, т. ХVI, Кюстендил, 2008, с. 237-245.
- Политически идеи за решаване на македонския въпрос след 1944 г. (Доклад на международна конференция на 14 и 15 декември 2007 г. в Кюстендил) В: Конгреси и програмни документи след 1978 г. за историята и културата на българските земи под чужда власт. С., 2008, с. 255-273.
- Македония в балканските и международни отношения 1919-1948. Доклад на международна научна конференция – март 2008 в София. В: България и Русия. Между признателността и прагматизма. Доклади. С., 2008, с. 533-548.
- Разлог в периода на социализма 1944-1989. В: Разлог. История, традиции, памет. Благоевград, 2009, гл. VIII, § 1 и 2, с. 307-338.
- Македонският въпрос на границата между две столетия. Доклад на международна научна конференция в Плевен. В: Илинденско-Преображенското въстание 1903. Подготовка, провеждане, последици. Велико Търново, 2003, с. 46-54.
- Руските консули в Македония за младотурския преврат. Доклад на международна научна конференция 2 и 3 октомври 2007 г. в Благоевград. В: В Търсене на националния идеал 1878-1913. Благоевград, 2009, с. 313-321.
- Дупница в европейските хроники от края на ХIХ и началото на ХХ в. Доклад на научна конференция "Дупница и Дупнишко в борбите за национално освобождение, обединение и независимост, на 23 и 24 октомври 2008 г. В: Дупница и Дупнишко в борбите за национално освобождение, обединение и независимост. С., 2009, с. 42-48.
- Солунската гимназия „Св. св. Кирил и Методий“ и българската историческа наука. Научна конференция по случай 130-годишнината от създаването на гимназията, март 2010 г., Благоевград. В: Гласовете ви чувам. Личности на гимназията и България. Благоевград, 2011, с. 26-35.
- 80 години от изграждането на Македонския културен дом. – Македонски преглед, кн.2, 2010, с. 103-120.
- Провалът на опитите за македонизация в Петричка околия 1944-1948 г. – Македонски преглед, кн. 3, 2010, с. 85-104.
- Македонският научен институт по време на Второто българско управление в Македония 1941-1944 г. Научна конференция "Националното обединение на България 1940-1944 г., 14-15 април 2011 г. В: Сб. Националното обединение на България 1940-1944". С., 20013, под печат.
- Срещи с чуждестранни гости в Македонския научен институт – София. – Македонски преглед, кн. 4, 2010, с. 173-174. Съавт. с Тр. Митев.

### Рецензии
- Чуждестранната литература за Македония в рецензиите на проф. Любомир Милетич. – Македонски преглед, кн. 2, 1991, с. 80-89.
- Путь к самостоятельности. Документы. Москва, 1907, 528 с. – Македонски преглед, кн. 3, 1998, с. 161-168.
- Старите „нови“ идеи на македонизма. Македонский вопрос в документах Коминтерна, т. I, Часть 1, 1923-1925 г.г. Съст. Л. Жила, Вл. Поповски. Скопjе, 1999, 800 с. – Македонски преглед, кн. 1, 2001, с. 83-90.
- Hugh Poulton. Who are Macedonians. – Македонски преглед, кн. 1, 2004, с. 137-141.
- Рецензия: Коминтернът и България (март 1919-септември 1944), т. I и II. Документи, С., 2005, 1308 с. – Македонски преглед, кн. 1, 2006, 123-126.
- Милен Михов. Политика в историята. Новата българска история и македонската историография 1945-2004. Велико Търново, 2006, 340 с. – Македонски преглед, кн. 4, 2007, с. 157-160.
- Списание „Вардар“ – огнище на родолюбие. – Македонски преглед, кн. 1, 1995, с. 157-159.
- Британски документи за историjата на Македониjа, т. IV (157-1885). Скопjе, 2003, 706 с. – Македонски преглед, кн. 4, 2004, с. 137-141.